# Antonio Conti (commediografo)
Antonio Conti (Acqualagna, 3 settembre 1897 – Pesaro, 28 maggio 1968) è stato un avvocato e commediografo italiano.

## Biografia
Figlio di Egidio Conti, maestro elementare ed etnologo (1858-1922) e di Michela Lazzarini. Dal matrimonio nacquero Michelina (n. 1925), Maria Pia (1929-2006), Egidio (1934-2005), Isabella (n. 1942).

## Gli studi e la professione
Terminati gli studi all'Istituto Magistrale, Antonio Conti comincia l'attività di insegnante elementare a Montecchio Emilia nel 1915. Partecipa alla I Guerra Mondiale e diventa Tenente del Genio. Conseguita privatamente la licenza liceale, si iscrive all'Università degli Studi di Urbino dove, nel 1921 si laurea in Giurisprudenza. Nel 1922 si trasferisce a Pesaro dove comincerà la professione di avvocato che svolgerà per quarantasei anni, fino alla morte. Tra i numerosi praticanti si ricorda anche il futuro scrittore Paolo Volponi.

## Il teatro, opere edite
- I Dilemmi, Unione Tipografica parmense, 1921.
- Colui che non esiste, Milano, Editoriale Moderna, 1927.
- Finte e parate, "Lidel", 15.09.1928
- L'esame, "Dramma", 1929, n. 69.
- Il problema del IV atto, "Dramma", 1930, n. 96.
- L'immagine, Firenze, Barbera, 1930 (in collaborazione con G. Zorzi)
- Un Uomo da niente, "Dramma", 1934, n. 202.
- Sabbie mobili, "Dramma", 1936, n. 242.
- Ragazzi miei, "Dramma", 1940, n. 333.
- Chi è di scena?, "Dramma", 1947, n. 348.
- Il cuore in tasca, "Repertorio", 1949, n. 11.
- Barabba, "Scenario", 1952, n. 14.
- Meraviglie intorno a noi, "Ridotto", 1953, n. 3.
- Edipo inutile, "Scenario", 1954, n. 8.
- Come te stesso, "Ridotto", 1957, n. 5.
- Barabba, Bologna, Cappelli, 1959.
- Nessuno lo sa, "Ridotto", 1961, 12.
- La cicuta, "Ridotto", 1964, n. 11.
- No a tutti, "Dramma", 1966, n. 352-3.
- La rivale, Pesaro, Metauro Edizioni, 2000 (con saggio introduttivo di A.T. Ossani).

## Il teatro, opere rappresentate
- Irredentismo - a Montecchio Emilia e ad Acqualagna (1915).
- L'esame - a Cattolica, Compagnia di Romano Calò (1924); a Milano, Teatro Arcimboldi, Compagnia di Virgilio Talli (1928); radiotrasmessa dalla E.I.A.R. (1937).
- La prova - a Milano, Teatro Arcimboldi, Compagnia di Virgilio Talli (1927); a Bologna (1928).
- Colui che non esiste - Bologna, Compagnia Calò (1927).
- Carletto ha messo giudizio - Pesaro, Teatro Duse di Pesaro, Compagnia Celli-De Cristofaro; repliche a Lecce e a Catania (1928);
- L'Immagine - a Roma, Teatro dell'Argentina, interpretata da Maria Melato; a Lecce; a Bari, Teatro Petruzzelli; a Bologna, Arena del Sole; a Milano, Teatro Manzoni (1930); teletrasmessa dalla R.A.I. (1963 e 1964).
- Il matto grosso - a Roma, Teatro Goldoni; Pesaro, Teatro Duse, compagnia di Annibale Ninchi; a Palermo, Teatro Biondo di Angelo Musco (resa in siciliano).
- Un uomo da niente - a Roma, Teatro Valle, Compagnia Teatro degli Indipendenti, regia di Anton Giulio Bragaglia (1934); teletrasmessa dalla R.A.I. (1965).
- Il Cuore in tasca - a Palermo, Compagnia Palmer-Cimara-Bertone (1936); radio trasmessa dalla E.I.A.R. (1949).
- Sabbie Mobili - a Roma, Teatro Barberini, Compagnia Calò (1936); a Milano, Teatro dell'Olimpia, Compagnia Calò (1936); radiotrasmessa dalla Radio Svizzera di Lugano (1937).
- Si figuri radiotrasmessa dalla E.I.A.R. (1937).
- Quella Maschera - a Trieste, Teatro Verdi, Compagnia di Annibale Ninchi (1938).
- Chi è di scena? - a Pesaro, Teatro Rossini (1947).
- Barabba - Pesaro, Teatro Rossini (1949);
- Come te stesso - Pesaro, Teatro Rossini (1952);
- Non rimane che questo ("l'Edipo inutile") - Pesaro, Teatro Rossini, Compagnia di Laura Carli, Emma Gramatica e Antonio Crast (1953);

## L'attività politica
Mazziniano, di spirito irredentista, partecipò alla I Guerra Mondiale. Nel 1920 cominciano i contatti con il Partito Repubblicano pesarese. Nel secondo dopoguerra, fino alla scomparsa, fu più volte segretario provinciale del P.R.I., consigliere comunale e consigliere provinciale.

## Partecipe della vita culturale di Pesaro
Trasferitosi a Pesaro, Antonio Conti si inserì nel tessuto culturale della città. Pubblica alcuni numeri della rivista "Il Piccolo teatro" a partire dal 1924. Fece parte di quella cerchia d'intellettuali denominata "Brigata degli amici dell'arte", solita radunarsi nella bottega del ceramista Alcibale della Chiara. Ne facevano parte personaggi quali i pittori Cancelli, Gallucci, Nino Caffè, Pagliacci Carnevali, attori come Ninchi, scrittori come Dino Garrone, Lombrassa, Virgilio Lilli e Fabio Tombari. Dal 1946 al 1959 fu Presidente del Conservatorio di Musica di Pesaro Gioacchino Rossini, si dimise in disaccordo col ministero che impose la nomina di un Direttore da lui non ritenuto adeguato. Nel 1947 è l'ideatore della nascita del primo Concorso Filodrammatico Interregionale, nel 1948 l'iniziativa assume la forma e il nome di Festival Nazionale dei Gruppi d'Arte Drammatica. Conti ne sarà Presidente fino alla morte, per molti anni a fianco del Direttore artistico Pompei (m. 1963).

## Premi
- 1953 - Premio Riccione, con Non rimane che questo (a pari merito  con Enzo Biagi).
- 1959 - Premio Napoli, con No a tutti.
- 1964 - Premio Tricolore a Reggio Emilia con La cicuta. Nell'occasione riceve un ulteriore premio dal ministro del Turismo e dello spettacolo Achille Corona.
- 1968 - Premio "Il Cigno" assegnato dal Circolo della Stampa di Pesaro.
- 1980 - Il Comune di Roma gli ha intitolato una via.